# تفاعل ابيضاضي
التفاعل الابيضاضي (بالإنجليزية: Leukemoid reaction)‏ هو مصطلح يصف زيادة عدد خلايا الدم البيضاء أو كثرة الكريات البيض كاستجابة فسيولوجية للإجهاد أو العدوى (على عكس خباثة الدم الأساسية مثل ابيضاض الدم). غالبًا ما يصف وجود خلايا غير ناضجة مثل الأَرومَات النِّقَوِيَّة أو خلايا الدم الحمراء مع نوى في الدم المحيطي.
قد يكون التفاعل الابيضاضي لمفاوي أو نقوي.